# Срђан Секулић (глумац)
Срђан Секулић (рођен 1984. године у Босанској Дубици) је српски позоришни и филмски глумац .

## Биографија
Срђан Секулић је дипломирао 2006. године на Академији умјетности у Новом Саду у класи професора Мише Јанкетића и Јасне Ђуричић. Члан је Народног позоришта у Суботици од 2007. године, гдје је одиграо низ запажених представа. Имао је улогу у филму Турнеја, Горана Марковића.

## Представе
Народно позориште Суботица
- В. Шекспир: Много вике ни око чега - Клаудио
- Т. Вилијамс: Трамвај звани жеља - Младић
- Д. Ковачевић: Сабирни центар - Марко пекар
- Б. Нушић: Ожалошћена породица - Мића
- Љ. Разумовска: Драга Јелена Сергејевна - Вића
- А. Николај: Хамлет у пикантном сосу - Лаерт
- Ф. Шилер: РазБоyници - Шпиглберг
- Љ. Симовић: Путујуће позориште Шопаловић - Филип Трнавац
- Н. Сајмон: Гласине - Ерни Кузак
- Б. Михајловић Михиз: Бановић Страхиња - Бановић Страхиња
- Море ( народна представа)
- Џ. Кесерлинг: Арсеник и старе чипке-Теди Брустер
- Г. Стефановски: Демон из Дебармале - Председник
- В. Шекспир: Комедија забуне - Сви остали
- В. Шекспир: Јулије Цезар - Метел Цимбер
- Оља Ђорђевић: Запис / по текстовима Момчила Настасијевића/ - Ђенадије / Кочијаш
- Лонг, Мартин, Тишнор: Сабрана дела Господа Бога
- Анте Томић: Чудо у Поскоковој Драги-Бранимир Поскок
- Алан Менкен и Хауард Ешмен: Мала радња хорора-Биљка Одри Два
- Кристофер Дуранг: Брак Бет и Бу-а, Џоан Бренан
- Борисав Станковић: Коштана - Стојан
- Б. Нушић: Мистер Долар-господин са богатим наследством
- Ранко Маринковић: Глорија (Тома)
- А.П. Чехов: Галеб-Константин
- Оскар Вајлд: Идеалан муж (леди Маркби/Роби Рос)
- Људмила Разумовска: Кући (Сине)
- Скерлић-Деполо: Врла нова 2061.
- Слободан Селенић: Ружење народа у два дела (Чапајев-Радосав, Вујица)
- Реј Куни: Два у један-конобар
- Оливер Фрљић: Кукавичлук
- Молијер: Мизантроп-Филент
- Слободан Владушић: Тенисер-Жофри Кабаје
- Аристофан: Лисистрата-Силеџија
- Вилијам Шекспир: Укроћена горопад - Карцио
- Јован Стерија Поповић: Зла жена-Срета
- Петар Михајловић: Радничка хроника
- Едвард Олби: Ко се боји Вирџиније Вулф
- Кен Лудвиг: Месец изнад Бафала
- Александар Поповић: Кус петлић-Комнен барјактар
- Коста Трифковић: Избирачица - Штанцика

Српско народно позориште Нови Сад:
- Х. Ибзен: Авети - Енгстранд
- П. де Мариво: Расправа - Азор

Народно позориште Републике Српске, Бања Лука
- В. Шекспир: Ромео и Јулија - Роме[1]

## Награде
- Награда Предраг Пеђа Томановић коју додељује истоимена задужбина за најбољег дипломираног студента глуме на српском језику Академије уметности у Новом Саду
- Награда за најбољег младог глумца за улогу Бановић Страхиње, на 60. Фестивалу професионалних позоришта Војводине у Зрењанину
- Награда за младог глумца из фонда Дара Чаленић на 55. Стеријином позорју
- У Суботици награда стручног жирија за улогу Бановић Страхиње у истоименој представи у позоришној сезони 2009/2010.
- У 2010/2011. проглашен за глумца сезоне, по гласовима гледалаца
- Глумачка награда на фестивалу Тврђава театар у Смедереву 2013.
- Награда Никола Милић за најбољу епизодну улогу за улогу конобара у представи Два у један
- Стеријина награда за глумачко остварење на 66. Стеријином позорју (Кус петлић)[1]